# سیارک ۲۲۹۰۱
سیارک ۲۲۹۰۱ (به انگلیسی: 22901 Ivanbella، نامگذاری:1999TY15) بیست و دو هزار و نهصد و یکمین سیارک کشف شده‌است که در ۱۲ اکتبر ۱۹۹۹ کشف شد.
قدر مطلق سیارک برابر ۲۲.۴ است.